# 玛姬·赖利
玛吉·赖利（英語：Maggie Reilly，1956年—），是一位苏格兰女歌手。她以与作曲家兼乐器演奏家迈克·欧菲尔德（Mike Oldfield）的合作而闻名。她演唱的《Moonlight Shadow》曾在多个排行榜位列榜首。